# Bo (Sierra Leone)
Pour les articles homonymes, voir Bo.
Bo est le chef-lieu de la province du Sud en Sierra Leone. Il s'agit de la deuxième ville du pays en population après la capitale Freetown avec une population estimée à plus de 350 000 habitants.

## Histoire
Bo commença son développement avec l'arrivée du chemin de fer en 1889 et devint un centre d'éducation en 1906, lors de la création de l'école secondaire du gouvernement de Bo.

## Lieux de culte
Parmi les lieux de culte, il y a principalement des mosquées musulmanes. Il y a aussi des églises et des temples chrétiens : Diocèse de Bo (Église catholique), United Methodist Church in Sierra Leone (Conseil méthodiste mondial), Baptist Convention of Sierra Leone (Alliance baptiste mondiale), Assemblées de Dieu.

## Personnalités liées à la commune
- Joseph Ganda (1932-2023),  prélat catholique sierra-léonais.
- Nabih Berri (1938-), homme politique libanais.